# Пороговий граф

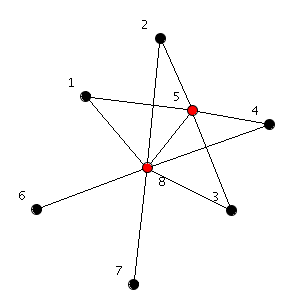
Приклад порогового графу

У теорії графів пороговий граф — це граф, який можна побудувати з одновершинного графу послідовним виконанням таких двох операцій:
1. Додавання в граф однієї ізольованої вершини
2. Додавання однієї домінівної вершини в граф, тобто окремої вершини, пов'язаної з усіма іншими вершинами.

Наприклад, граф на малюнку є пороговим графом. Його можна побудувати з однієї вершини (вершина 1), додавши чорні вершини як ізольовані вершин і червоні вершини як домінівні вершини в порядку нумерації.
Порогові графи ввели Хватал і Гаммер. Розділ, присвячений цим графам, з'явився в книзі Голумбіка, а книга Махадева і Пеледа повністю присвячена пороговим графам.

## Альтернативні визначення
Еквівалентне визначення таке: граф є пороговим, якщо існує дійсне число {\displaystyle S} і для кожної вершини {\displaystyle v} задано вагу {\displaystyle w(v)}, таку, що для будь-яких двох вершин {\displaystyle v,u}, {\displaystyle uv} є ребром тоді й лише тоді, коли {\displaystyle w(u)+w(v)>S} .
Інше еквівалентне визначення: граф є пороговим, якщо існує дійсне число {\displaystyle T} і для кожної вершини {\displaystyle v} задано вагу {\displaystyle a(v)}, таку, що для будь-якої множини вершин {\displaystyle X\subseteq V}, {\displaystyle X} є незалежним тоді й лише тоді, коли {\displaystyle \sum _{v\in X}a(v)\leq T.}
Назва «пороговий граф» прийшла з визначення: S є «порогом» для властивості мати ребро, або, еквівалентно, T є порогом для множини «бути незалежним».

## Розкладання
З визначення, що використовує послідовне додавання вершин, можна отримати альтернативний спосіб унікального опису порогового графу в сенсі рядка символів. {\displaystyle \epsilon } завжди є першим символом рядка і означає першу вершину графу. Кожен наступний символ буде або {\displaystyle u}, який означає ізольовану вершину, або {\displaystyle j}, який означає додавання домінівної вершини. Наприклад, рядок {\displaystyle \epsilon uuj} подає зірку з трьома листками, а {\displaystyle \epsilon uj} — шлях із трьох вершин. Граф на малюнку можна подати рядком {\displaystyle \epsilon uuujuuj}.

## Зв'язні класи графів і розпізнавання
Порогові графи є окремим випадком кографів, розщеплюваних графів і тривіально досконалих графів. Будь-який граф, який є одночасно кографом і розщеплюваним графом, є пороговим. Будь-який граф, який є одночасно тривіально досконалим графом і доповненням тривіально досконалого графу, є пороговим графом. Порогові графи є також окремим випадком інтервальних графів. Всі ці зв'язки можна пояснити в термінах їх характеризації забороненими породженими підграфами. Кограф — це граф з відсутністю породжених шляхів із чотирма вершинами, P4, а порогові графи — це графи без породжених підграфів P4, C4 або 2K2. C4 — це цикл із чотирьох вершин, а 2K2 — його доповнення, тобто два окремих ребра. Це також пояснює, чому порогові графи замкнуті за взяттям доповнення. P4 є самодоповнюваним, а тому, якщо граф не містить породжених підграфів P4, C4 і 2K2, його доповнення теж не буде їх мати.
Геґґернес і ін. показали, що порогові графи можна розпізнати за лінійний час. Якщо граф не є граничним, буде вказано перешкоду у вигляді P4, C4 або 2K2.